# Boží Dar (Milovice)
Boží Dar leží v okrese Nymburk, je součástí města Milovice. Nachází se asi 2,5 km na severovýchod od Milovic. Na jihu leží letiště Milovice. Jsou zde zrekonstruované 4 obytné domy, "knedlíkárna" a autoservis. Zbývající domy byly v letech 2014 a 2015 zbourány pro jejich špatný stav. Jedná se o bývalou součást kasáren Sovětské armády, kde bydleli především důstojníci a jejich rodiny. Bývalé místní budovy sloužily jako kulturní dům, tělocvična, bazén a nedílnou součástí bylo i vojenské letiště, které využívali vojenští stíhači. Letiště není funkční a využívá se pouze pro sportovní letadla a kulturní akce. 

## Historie
Vlastníkem nezrevitalizovných budov a pozemků byl stát, který je nechal zbourat. Podle pamětníků armáda zabrala toto místo ze strategických důvodů[kdy?] a zničila tím původní vesnici pod názvem Boží Dar.
V roce 1939 ještě Boží Dar existoval jako samostatná obec, o letišti psal tisk již v roce 1933. Sovětská armáda používala letiště již v roce 1969.